# Coffin Break
Coffin Break foi uma banda de hardcore punk formada em Seattle no final dos anos 1980, durante o tempo que o grunge estava começando, no entanto, o grupo, partiu de uma nascente alternativa sólida, tendo as suas influências no punk rock.
O grupo publicou as suas duas primeiras full - compriment álbuns e uma compilação na C/Z Records, sendo que a Epitaph Records disponibilizou mais dois álbuns em 1991 e 1992 antes da dissolução, em meados de 1993. Tanto o baixista Rob Skinner quanto o guitarrista Peter Litwin escreveram canções para o grupo e os lançamentos mostram uma marcada diferença entre os seus estilos de compor.
Kurt Cobain já chegou mencionou o grupo como uma de suas bandas favoritas, ao lado de Meat Puppets.

## Discografia
- Psychosis (C/Z Records, 1989)
- Rupture (C/Z, 1989)
- No Sleep 'Til the Stardust Motel (compilation) (C/Z, 1991)
- Crawl (Epitaph Records, 1991)
- Thirteen (Epitaph, 1992)

## Membros
- David Brooks - bateria
- Peter Litwin - guitarra, vocal
- Rob Skinner - baixo, vocal
- Jeffrey Lorien - guitarra